# Orogénese timanida
A orogénese timanida (em russo: Ороген Протоуралид-Тиманид) é uma orogénese pré-uraliana que se formou a nordeste dos Montes Urais durante a era do Neoproterozóico.  A orogénese tem cerca de 3.000 quilómetros de comprimento. Os seus pontos extremos incluem os Urais do sul e os Urais Polares, e as penínsulas Kanin e Varanger no norte. O tergo Timan é a área tipo da orogénese. A oeste, na Península de Varange, a orogénese timanida é truncada pela mais jovem orogénese caledonídea escandinava, que tem uma disposição oblíqua. As partes nordestes da orogénese são constituídas por rochas vulcânicas e sedimentares, granitóides e poucos ofiolitos. Em contraste, a parte sudoeste da orogénese é composta principalmente de rochas sedimentares. Granitóides do tipo I e A e rochas vulcânicas são comuns na orogénese.
Desde a era do Neoproterozóico Superior até ao Cambriano Médio, a orogénese timanide foi associada a uma zona de subducção que existia a nordeste dela. A maioria dos estudos interpreta a subducção como indo para dentro (placa subduzida movendo-se para sudoeste), embora um sugira o contrário (placa subduzida movendo-se para nordeste). No Cambriano, acredita-se que a orogénese timanida tenha-se desenvolvido em um contexto de colisão continental quando a Báltica e a Arctida colidiram entre 528 e 510 milhões de anos atrás. Alguns pesquisadores, entretanto, discordam dessa visão, sugerindo que nunca houve tal colisão.
A erosão da orogénese timanida produziu sedimentos que agora são encontrados na Plataforma do Leste Europeu, incluindo a Formação Sablino Cambriana perto do Lago Ladoga. Estudos de sedimentos apontam que é provável que a erosão da orogénese tenha começado no Cambriano e depois se tornado mais forte no Ordoviciano.
Os primeiros geólogos a estudar a orogénese foram Wilhelm Ramsay e Feodosy Tschernyschev, que publicaram trabalhos sobre o assunto em 1899 e 1901, respectivamente. Hans Reusch compilou o conhecimento existente sobre a orogénese em 1900.